# Жупанчичі
Жупанчичі (словен. Župančiči) — поселення в общині Копер, Регіон Обално-крашка, Словенія. Висота над рівнем моря: 143,1 м.